# Dioscorea nipensis
Dioscorea nipensis là một loài thực vật có hoa trong họ Dioscoreaceae. Loài này được R.A.Howard mô tả khoa học đầu tiên năm 1947.